# Rhytiphora maculicornis
Rhytiphora maculicornis es una especie de escarabajo longicornio del género Rhytiphora, tribu Pteropliini, subfamilia Lamiinae. Fue descrita científicamente por Pascoe en 1858.
Se distribuye por Australia. Mide aproximadamente 22 milímetros de longitud.